# 에이브러햄 평원
에이브러햄 평원(Plains of Abraham, 프랑스어: Plaines d'Abraham)은 캐나다 퀘벡 시 배틀필즈 파크 내부에 있는 역사적 장소이다. 이곳은 1759년 9월 13일 아브라함 평원 전투가 벌어졌던 곳이지만, 수백 에이커의 평원이 목초지, 주거용지, 소규모 산업용지로 사용되었다. 연방 정부가 운영하는 특별히 창설된 국립 전장 위원회(National Battlefields Commission)에 의해 운영되기는 했지만, 1908년이 되어서야 땅이 퀘벡 시에 양도되었다. 이 공원은 현재 스포츠, 휴식, 야외 콘서트와 축제를 위해 이용되고, 400만 방문자와 관광객이 사용하고 있다.

## 박물관
아브라함 평원 박물관(Abraham Museum of Plains)은 공원의 정보와 안내 센터 역할을 한다. 퀘벡 포위전과 아브라함 평원의 1759년과 1760년 전투에 대해 멀티미디어 전시관을 제공하고 있다. 다른 전시물로는 이 공원에서 발견된 고고학 유물을 통해서 이곳의 역사를 알려준다. 윌프리드-로리어 애비뉴 835번지에 위치한 이 박물관은 1년 내내 운영되며 투어의 출발점이며 기념품 가게가 있다.

## 이름과 특징
이 평원은 더 스콧(The Scot)이라고 불렸던 어부이자, 뱃사공 아브라함 마틴(1589-1664)의 이름을 따서 명명된 것 같다. 마틴은 1635년 아내 마르게리트 랑그로이(Marguerite Langlois)와 함께 퀘벡 시로 이사를 갔고, 누벨프랑스의 저택과 곶 사이에 분할된 129,499m2(약 4만평)의 땅을 받았다. 아브라함이라는 이름은 프랑스 통치기인 17세기와 18세기의 아브라함 연안을 가리키는 증서와 1734년의 아브라함 거리를 정확하게 나타내는 계획서 등의 퀘벡시 지명에도 등장한다. 이후, 세발리에 드 레비와 몽칼름 후작의 저널에는 아브라함 고지(Heights of Abraham)를 언급했다. 아브라함의 평야(Plains of Abraham)라는 표현을 사용한 영국 군인들의 일기도 마찬가지였다.

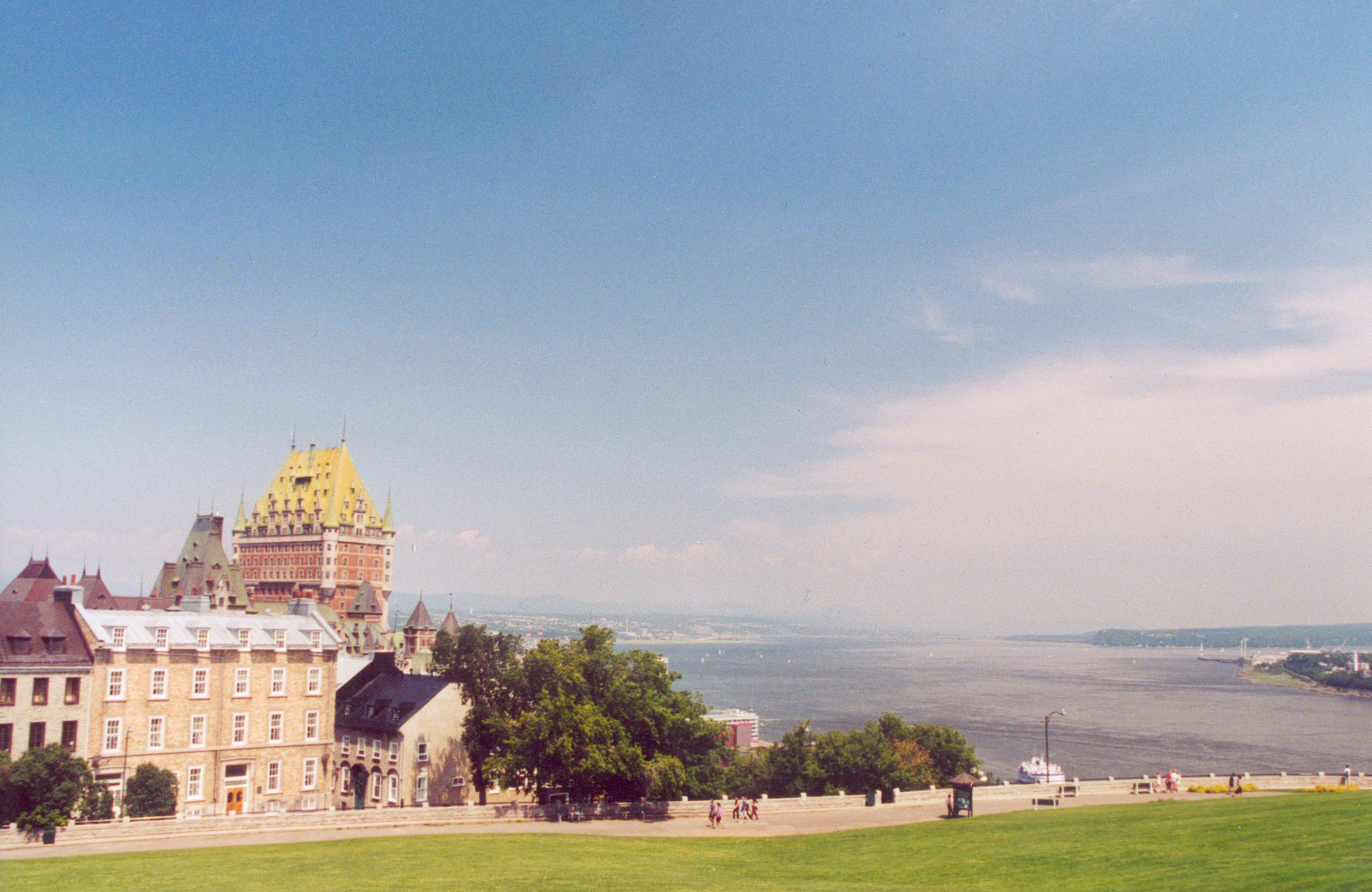
드라마 도깨비의 촬영지인 샤토 프롱트낙과 그 뒤로 세인트로렌스강이 보인다

공원 자체는 현재 약 12만평(396,592m²)의 면적(너비 0.8km x 길이 2.4km)으로 서쪽으로 세인트로렌스강 위의 고원을 따라 퀘벡 시타델과 퀘벡 성벽까지 뻗어있고, 배틀필즈 파크를 형성한다. 관광안내소와 산책로가 이곳에 건설되었으며, 세인트-포이 전투와 제임스 울프의 전투를 기리는 기념비가 있다. 후자는 1790년 캐나다의 서베이르 장군, 홀랜드 소장이 울프가 죽었다고 전해지는 곳에 세운 천문학 자오선 표식이다. 1913년 국립 전장 위원회는 1849년에 부지에 세워진 것과 동일한 기둥을 배치했으며 제1차 세계 대전에서 패한 병사들을 기념하기 위해 희생의 십자가(Cross of Sacrifice)를 평원에 세웠다. 그것은 매년 현충일 기념 행사의 장소가 되고 있다.

## 역사

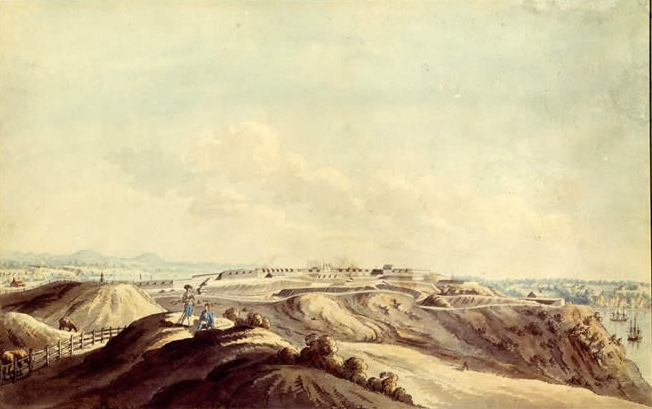
에이브러햄 평원, 1784년 작

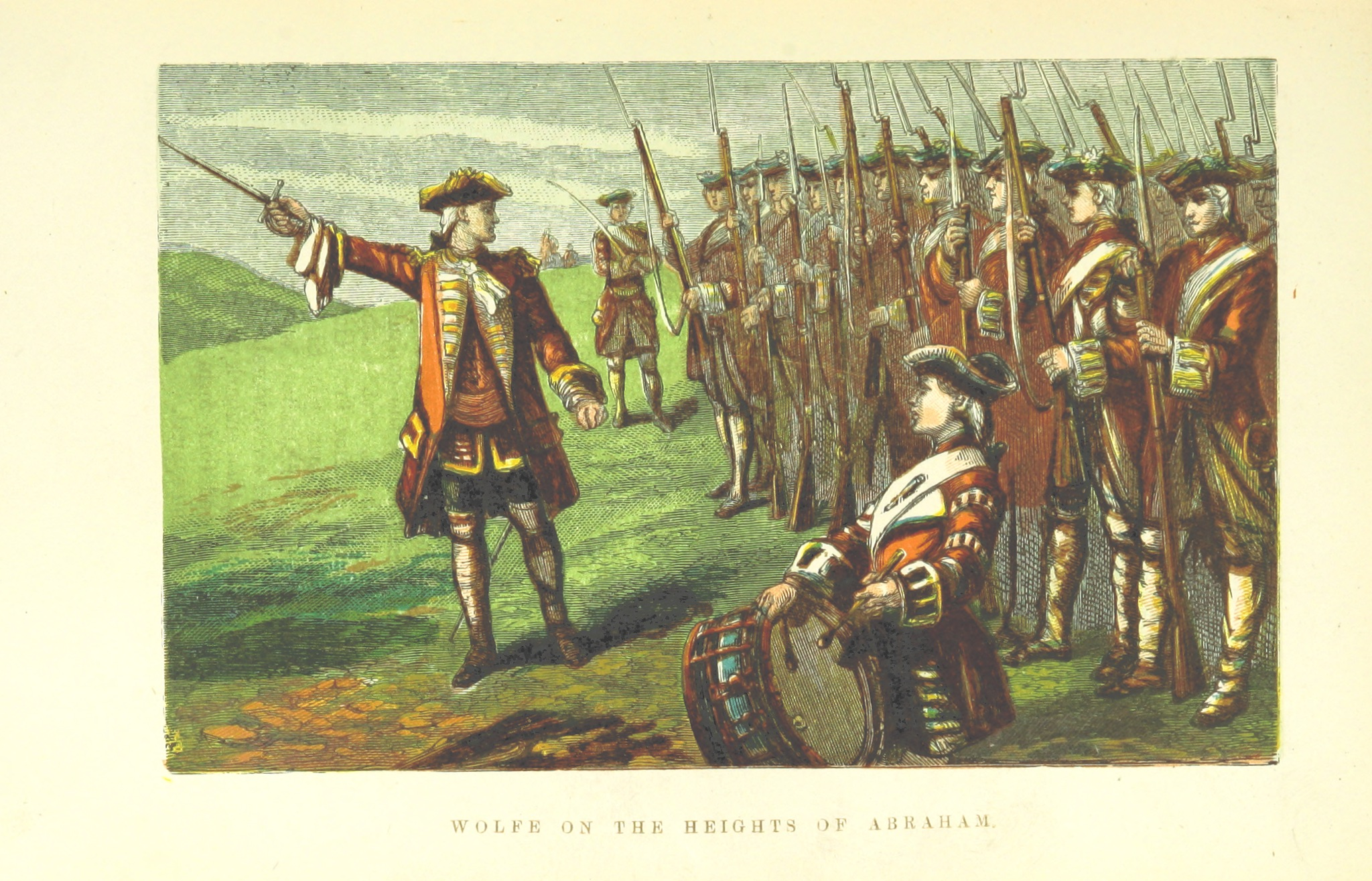
아브함 고지의 울프(1885년 책에서)

1759년 9월 13일, 이 지역은 프랑스 인디언 전쟁의 일부인 아브라함 평원 전투의 전장터였다. 이 전쟁 자체는 7년 전쟁의 일부였다. 그날 울프 장군의 지휘 하에 있던 영국 병사들은 어둠을 타 도시 아래 가파른 절벽을 올라 프랑스 군을 격렬한 사격 끝에 물리쳤다. 전투는 30분 만에 끝났다. 울프와 프랑스 지휘관인 몽칼름은 부상을 입고 사망했지만, 전투로 인해 퀘벡 시는 영국이 통치하게 되었고 결국 다음 해에 캐나다를 장악하게 되었다.
그 후 평원은 평범한 들판으로 남았고, 그런 사건이 일어났다는 것을 알려주는 기념물 하나만 세워져 있었을 뿐이었다. 퀘벡시가 성장함에 따라 이 지역의 개발도 분주하게 일어났고, 수백 에이커에 건물이 세워졌다. 지역의 36만 평방미터의 계획된 구역들은 캐나다 왕실에 의해 땅이 구매되면서 개발이 중단되었다. 그러나 동시에 평원의 다른 지역이 점유되었고, 대중들의 항의에도 불구하고 로스 라이플 공장이 들어섰고, 그곳에는 현재의 마르텔로 타워가 된 물탱크가 있었다. 이곳을 보존하려는 운동이 계속되었음에도 불구하고, 1904년 퀘벡 문학 역사 학회는 연방 정부의 허락을 얻어 인근 여러 중요한 지점에 현판을 세울 수 있게 되었다. 다음 해는 역사적인 랜드마크 협회의 설립에 대한 제안이 캐나다 왕실 학회에 있었으며, 총독인 그레이 백작은 그곳을 방문하고서는 그 전장터를 보존한다는 계획을 시작했다. 그는 “그런 신성한 땅을 모든 캐나다와 제국의 가보가 될 때까지 내버려두지 않을 것”이라고 말했다.

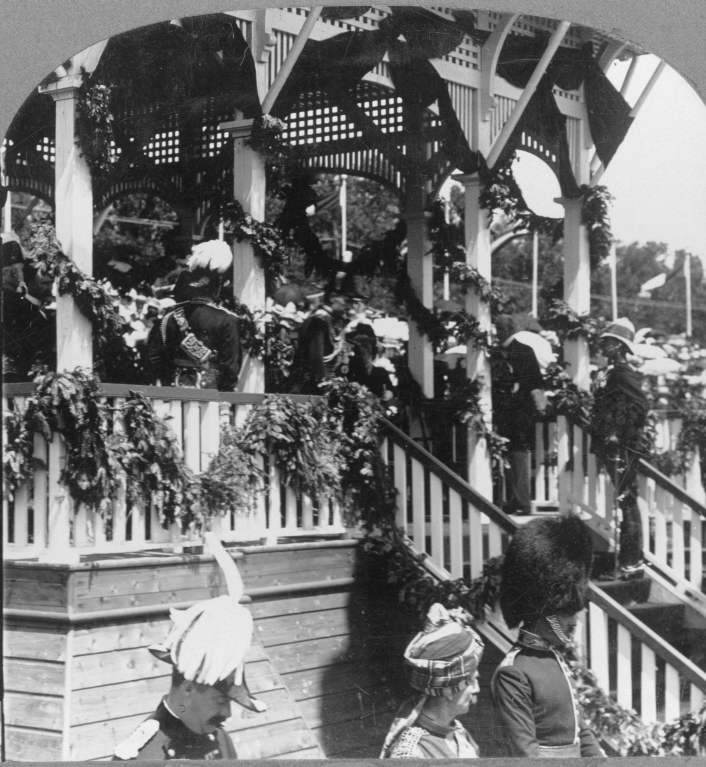
조지 왕자, 웨일즈의 왕자, 아브라함 평원이라는 증서를 총독인 그레이 백작에게 수여하고 있고 있다. 1908년

퀘벡시의 시장 장 조르주 가노는 1908년 퀘벡 대법원장 프랑수아 랑젤리에의 주재 하에 랜드마크 위원회를 임명했다. 이 단체는 퀘벡시 창립 300 주년 기념행사를 영구적으로 기록하기 위한 권고안을 작성했다. 당시 연방 정부의 총리였던 윌프리드 로이에는 다음과 같이 제안했다. 평야 자체를 보전하는 것이 더 가치 있는 일이 될 것이며, 300주년 기념의 일부로 그곳을 기부할 수 있는 지를 알아보기 위해 1월에 퀘벡을 여행할 예정인 그레이 백작의 열망에 협조하는 것이 바람직하다고 주장했다. 3월 17일경, 공원이 완공되었고, 캐나다 최초의 캐나다 국립 사적지가 되었으며, 새롭게, 특별하게 구성된 국립 전장 위원회(National Battlefields Commission)의 감시 하에 두었다. 이 위원회는 에드워드 7세를 필두로 하여 이곳에서 일어났던 전투와 평원과 관련된 역사적 자료를 수집하기 시작했다. 결국, 1908년 7월 24일, 왕의 장남인 조지 왕자, 웨일즈 왕자 (이후 조지 5세)는 아브라함 평원에 조성된 퀘벡 배틀필즈 파크를 헌납하고, 이후 토지 증서를 총독부에 기증했다. 이 이벤트는 퀘벡 주민들에게 인기를 끌었으며, 로리에는 퀘벡 시민들은 “종교에 의한, 관습에 의한, 그리고 과거사를 기억하는 군주제”라고 말했다. 그 연례 기념행사의 기록은 조지 5세의 동의를 얻어 《퀘벡 왕의 책》(The King's Book of Quebec)이라는 제목으로 1911년에 출간되었다.
이 지역은 퀘벡 시내의 도시 공원이 되었다. 국립 전장위원회의는 이 공원의 용도를 뉴욕의 센트럴 파크와 런던의 하이드 파크와 비교하고 있다. 따라서 이 공원에서는 다양한 이벤트가 무대에 올려왔고, 퀘벡 국경일, 퀘벡 윈터 카니발, 퀘벡 서머 페스티벌과 같은 행사는 정기적으로 진행되고 있다.